# 图瑙
图瑙是德国巴登-符腾堡州的一个市镇。总面积4.05平方公里，总人口188人，其中男性97人，女性91人（2011年12月31日），人口密度46人/平方公里。